# Ski Classics 2014/15
Die Swix Ski Classics 2014/15 waren die fünfte Austragung der Wettkampfserie im Skilanglauf. Sie umfasste acht Skimarathons und einen Prolog, die allesamt in klassischer Technik ausgetragen wurden. Die Serie begann am 13. Dezember 2014 in Livigno und endete am 28. März 2015 mit den Årefjällsloppet in Schweden.
Neu in den Kalender der Serie aufgenommen wurden die La Sgambeda in Livigno, die zusammen mit einem am Vortag des Rennens ausgetragenen Prolog den Auftakt der Serie bildete, und die La Diagonela in Zuoz, die bereits im Vorjahr als Ersatz für den ausgefallenen Isergebirgslauf kurzfristig Teil der Serie geworden war.
Sieger der Gesamtwertung wurden der Norweger Petter Eliassen bei den Männern und Kateřina Smutná aus Österreich bei den Frauen.

## Männer

### Ergebnisse
| 1. Ski Classics in Livigno – La Sgambeda | 1. Ski Classics in Livigno – La Sgambeda | 1. Ski Classics in Livigno – La Sgambeda                                    | 1. Ski Classics in Livigno – La Sgambeda                               | 1. Ski Classics in Livigno – La Sgambeda                   |
| ---------------------------------------- | ---------------------------------------- | --------------------------------------------------------------------------- | ---------------------------------------------------------------------- | ---------------------------------------------------------- |
| Datum                                    | Disziplin                                | Erster Platz                                                                | Zweiter Platz                                                          | Dritter Platz                                              |
| 13. Dezember 2014                        | 15 km Prolog klassisch                   | Team United Bakeries Tore Bjørseth Berdal John Kristian Dahl Johan Kjølstad | Team Coop Morten Eide Pedersen Bill Impola Jimmie Johnsson Oskar Svärd | Team Santander Andreas Nygaard Anders Aukland Jerry Ahrlin |
| 14. Dezember 2014                        | 35 km klassisch                          | Anders Aukland                                                              | Johan Kjølstad                                                         | Øystein Pettersen                                          |

| 2. Ski Classics in Bedřichov – Isergebirgslauf | 2. Ski Classics in Bedřichov – Isergebirgslauf | 2. Ski Classics in Bedřichov – Isergebirgslauf | 2. Ski Classics in Bedřichov – Isergebirgslauf | 2. Ski Classics in Bedřichov – Isergebirgslauf |
| ---------------------------------------------- | ---------------------------------------------- | ---------------------------------------------- | ---------------------------------------------- | ---------------------------------------------- |
| Datum                                          | Disziplin                                      | Erster Platz                                   | Zweiter Platz                                  | Dritter Platz                                  |
| 11. Januar 2015                                | 45 km klassisch (verkürzt von 50 km)           | Morten Eide Pedersen                           | Petter Eliassen                                | Tord Asle Gjerdalen                            |

| 3. Ski Classics in Zuoz – La Diagonela | 3. Ski Classics in Zuoz – La Diagonela | 3. Ski Classics in Zuoz – La Diagonela | 3. Ski Classics in Zuoz – La Diagonela | 3. Ski Classics in Zuoz – La Diagonela |
| -------------------------------------- | -------------------------------------- | -------------------------------------- | -------------------------------------- | -------------------------------------- |
| Datum                                  | Disziplin                              | Erster Platz                           | Zweiter Platz                          | Dritter Platz                          |
| 17. Januar 2015                        | 43 km klassisch (verkürzt von 65 km)   | Øystein Pettersen                      | Christoffer Callesen                   | John Kristian Dahl                     |

| 4. Ski Classics im Val di Fiemme und Val di Fassa – Marcialonga | 4. Ski Classics im Val di Fiemme und Val di Fassa – Marcialonga | 4. Ski Classics im Val di Fiemme und Val di Fassa – Marcialonga | 4. Ski Classics im Val di Fiemme und Val di Fassa – Marcialonga | 4. Ski Classics im Val di Fiemme und Val di Fassa – Marcialonga |
| --------------------------------------------------------------- | --------------------------------------------------------------- | --------------------------------------------------------------- | --------------------------------------------------------------- | --------------------------------------------------------------- |
| Datum                                                           | Disziplin                                                       | Erster Platz                                                    | Zweiter Platz                                                   | Dritter Platz                                                   |
| 25. Januar 2015                                                 | 57 km klassisch (verkürzt von 70 km)                            | Tord Asle Gjerdalen                                             | Anders Aukland                                                  | Øystein Pettersen                                               |

| 5. Ski Classics in Oberammergau – König-Ludwig-Lauf | 5. Ski Classics in Oberammergau – König-Ludwig-Lauf | 5. Ski Classics in Oberammergau – König-Ludwig-Lauf | 5. Ski Classics in Oberammergau – König-Ludwig-Lauf | 5. Ski Classics in Oberammergau – König-Ludwig-Lauf |
| --------------------------------------------------- | --------------------------------------------------- | --------------------------------------------------- | --------------------------------------------------- | --------------------------------------------------- |
| Datum                                               | Disziplin                                           | Erster Platz                                        | Zweiter Platz                                       | Dritter Platz                                       |
| 1. Februar 2015                                     | 46 km klassisch (verkürzt von 50 km)                | Petter Eliassen                                     | Tore Bjørseth Berdal                                | Tord Asle Gjerdalen                                 |

| 6. Ski Classics von Sälen nach Mora – Wasalauf | 6. Ski Classics von Sälen nach Mora – Wasalauf | 6. Ski Classics von Sälen nach Mora – Wasalauf | 6. Ski Classics von Sälen nach Mora – Wasalauf | 6. Ski Classics von Sälen nach Mora – Wasalauf |
| ---------------------------------------------- | ---------------------------------------------- | ---------------------------------------------- | ---------------------------------------------- | ---------------------------------------------- |
| Datum                                          | Disziplin                                      | Erster Platz                                   | Zweiter Platz                                  | Dritter Platz                                  |
| 8. März 2015                                   | 90 km klassisch                                | Petter Eliassen                                | Anders Aukland                                 | Stanislav Řezáč                                |

| 7. Ski Classics von Rena nach Lillehammer – Birkebeinerrennet | 7. Ski Classics von Rena nach Lillehammer – Birkebeinerrennet | 7. Ski Classics von Rena nach Lillehammer – Birkebeinerrennet | 7. Ski Classics von Rena nach Lillehammer – Birkebeinerrennet | 7. Ski Classics von Rena nach Lillehammer – Birkebeinerrennet |
| ------------------------------------------------------------- | ------------------------------------------------------------- | ------------------------------------------------------------- | ------------------------------------------------------------- | ------------------------------------------------------------- |
| Datum                                                         | Disziplin                                                     | Erster Platz                                                  | Zweiter Platz                                                 | Dritter Platz                                                 |
| 21. März 2015                                                 | 54 km klassisch                                               | Petter Eliassen                                               | Martin Johnsrud Sundby                                        | John Kristian Dahl                                            |

| 8. Ski Classics in Vålådalen – Årefjällsloppet | 8. Ski Classics in Vålådalen – Årefjällsloppet | 8. Ski Classics in Vålådalen – Årefjällsloppet | 8. Ski Classics in Vålådalen – Årefjällsloppet | 8. Ski Classics in Vålådalen – Årefjällsloppet |
| ---------------------------------------------- | ---------------------------------------------- | ---------------------------------------------- | ---------------------------------------------- | ---------------------------------------------- |
| Datum                                          | Disziplin                                      | Erster Platz                                   | Zweiter Platz                                  | Dritter Platz                                  |
| 28. März 2015                                  | 47 km klassisch (verkürzt von 75 km)           | Petter Eliassen                                | Tord Asle Gjerdalen                            | John Kristian Dahl                             |

### Gesamtwertung
| |                      |        |
| \| Rang \| Name \| Punkte \| \| ---- \| -------------------- \| ------ \| \| 1. \| Petter Eliassen \| 1270 \| \| 2. \| Anders Aukland \| 1032 \| \| 3. \| Tord Asle Gjerdalen \| 930 \| \| 4. \| Øystein Pettersen \| 915 \| \| 5. \| Morten Eide Pedersen \| 646 \| \| 6. \| John Kristian Dahl \| 633 \| \| 7. \| Tore Bjørseth Berdal \| 616 \| \| 8. \| Stanislav Řezáč \| 534 \| \| 9. \| Christoffer Callesen \| 466 \| \| 10. \| Anders Høst \| 441 \| \| 10. \| Jørgen Aukland \| 441 \| |                      |        |
| Rang | Name                 | Punkte |
| 1. | Petter Eliassen      | 1270   |
| 2. | Anders Aukland       | 1032   |
| 3. | Tord Asle Gjerdalen  | 930    |
| 4. | Øystein Pettersen    | 915    |
| 5. | Morten Eide Pedersen | 646    |
| 6. | John Kristian Dahl   | 633    |
| 7. | Tore Bjørseth Berdal | 616    |
| 8. | Stanislav Řezáč      | 534    |
| 9. | Christoffer Callesen | 466    |
| 10. | Anders Høst          | 441    |
| 10. | Jørgen Aukland       | 441    |

## Frauen

### Ergebnisse
| 1. Ski Classics in Livigno – La Sgambeda | 1. Ski Classics in Livigno – La Sgambeda | 1. Ski Classics in Livigno – La Sgambeda | 1. Ski Classics in Livigno – La Sgambeda | 1. Ski Classics in Livigno – La Sgambeda |
| ---------------------------------------- | ---------------------------------------- | ---------------------------------------- | ---------------------------------------- | ---------------------------------------- |
| Datum                                    | Disziplin                                | Erster Platz                             | Zweiter Platz                            | Dritter Platz                            |
| 13. Dezember 2014                        | 15 km Prolog klassisch                   | Kateřina Smutná                          | Julija Tichonowa                         | Seraina Boner                            |
| 14. Dezember 2014                        | 35 km klassisch                          | Seraina Boner                            | Kateřina Smutná                          | Julija Tichonowa                         |

| 2. Ski Classics in Bedřichov – Isergebirgslauf | 2. Ski Classics in Bedřichov – Isergebirgslauf | 2. Ski Classics in Bedřichov – Isergebirgslauf | 2. Ski Classics in Bedřichov – Isergebirgslauf | 2. Ski Classics in Bedřichov – Isergebirgslauf |
| ---------------------------------------------- | ---------------------------------------------- | ---------------------------------------------- | ---------------------------------------------- | ---------------------------------------------- |
| Datum                                          | Disziplin                                      | Erster Platz                                   | Zweiter Platz                                  | Dritter Platz                                  |
| 11. Januar 2015                                | 45 km klassisch (verkürzt von 50 km)           | Kateřina Smutná                                | Masako Ishida                                  | Seraina Boner                                  |

| 3. Ski Classics in Zuoz – La Diagonela | 3. Ski Classics in Zuoz – La Diagonela | 3. Ski Classics in Zuoz – La Diagonela | 3. Ski Classics in Zuoz – La Diagonela | 3. Ski Classics in Zuoz – La Diagonela |
| -------------------------------------- | -------------------------------------- | -------------------------------------- | -------------------------------------- | -------------------------------------- |
| Datum                                  | Disziplin                              | Erster Platz                           | Zweiter Platz                          | Dritter Platz                          |
| 17. Januar 2015                        | 43 km klassisch (verkürzt von 65 km)   | Masako Ishida                          | Kateřina Smutná                        | Seraina Boner                          |

| 4. Ski Classics im Val di Fiemme und Val di Fassa – Marcialonga | 4. Ski Classics im Val di Fiemme und Val di Fassa – Marcialonga | 4. Ski Classics im Val di Fiemme und Val di Fassa – Marcialonga | 4. Ski Classics im Val di Fiemme und Val di Fassa – Marcialonga | 4. Ski Classics im Val di Fiemme und Val di Fassa – Marcialonga |
| --------------------------------------------------------------- | --------------------------------------------------------------- | --------------------------------------------------------------- | --------------------------------------------------------------- | --------------------------------------------------------------- |
| Datum                                                           | Disziplin                                                       | Erster Platz                                                    | Zweiter Platz                                                   | Dritter Platz                                                   |
| 25. Januar 2015                                                 | 57 km klassisch (verkürzt von 70 km)                            | Kateřina Smutná                                                 | Laila Kveli                                                     | Seraina Boner                                                   |

| 5. Ski Classics in Oberammergau – König-Ludwig-Lauf | 5. Ski Classics in Oberammergau – König-Ludwig-Lauf | 5. Ski Classics in Oberammergau – König-Ludwig-Lauf | 5. Ski Classics in Oberammergau – König-Ludwig-Lauf | 5. Ski Classics in Oberammergau – König-Ludwig-Lauf |
| --------------------------------------------------- | --------------------------------------------------- | --------------------------------------------------- | --------------------------------------------------- | --------------------------------------------------- |
| Datum                                               | Disziplin                                           | Erster Platz                                        | Zweiter Platz                                       | Dritter Platz                                       |
| 1. Februar 2015                                     | 46 km klassisch (verkürzt von 50 km)                | Britta Johansson Norgren                            | Kateřina Smutná                                     | Lina Korsgren                                       |

| 6. Ski Classics von Sälen nach Mora – Wasalauf | 6. Ski Classics von Sälen nach Mora – Wasalauf | 6. Ski Classics von Sälen nach Mora – Wasalauf | 6. Ski Classics von Sälen nach Mora – Wasalauf | 6. Ski Classics von Sälen nach Mora – Wasalauf |
| ---------------------------------------------- | ---------------------------------------------- | ---------------------------------------------- | ---------------------------------------------- | ---------------------------------------------- |
| Datum                                          | Disziplin                                      | Erster Platz                                   | Zweiter Platz                                  | Dritter Platz                                  |
| 8. März 2015                                   | 90 km klassisch                                | Justyna Kowalczyk                              | Britta Johansson Norgren                       | Seraina Boner                                  |

| 7. Ski Classics von Rena nach Lillehammer – Birkebeinerrennet | 7. Ski Classics von Rena nach Lillehammer – Birkebeinerrennet | 7. Ski Classics von Rena nach Lillehammer – Birkebeinerrennet | 7. Ski Classics von Rena nach Lillehammer – Birkebeinerrennet | 7. Ski Classics von Rena nach Lillehammer – Birkebeinerrennet |
| ------------------------------------------------------------- | ------------------------------------------------------------- | ------------------------------------------------------------- | ------------------------------------------------------------- | ------------------------------------------------------------- |
| Datum                                                         | Disziplin                                                     | Erster Platz                                                  | Zweiter Platz                                                 | Dritter Platz                                                 |
| 21. März 2015                                                 | 54 km klassisch                                               | Therese Johaug                                                | Kateřina Smutná                                               | Seraina Boner                                                 |

| 8. Ski Classics in Vålådalen – Årefjällsloppet | 8. Ski Classics in Vålådalen – Årefjällsloppet | 8. Ski Classics in Vålådalen – Årefjällsloppet | 8. Ski Classics in Vålådalen – Årefjällsloppet | 8. Ski Classics in Vålådalen – Årefjällsloppet |
| ---------------------------------------------- | ---------------------------------------------- | ---------------------------------------------- | ---------------------------------------------- | ---------------------------------------------- |
| Datum                                          | Disziplin                                      | Erster Platz                                   | Zweiter Platz                                  | Dritter Platz                                  |
| 28. März 2015                                  | 47 km klassisch (verkürzt von 75 km)           | Seraina Boner                                  | Sofia Bleckur                                  | Masako Ishida                                  |

### Gesamtwertung
| |                          |        |
| \| Rang \| Name \| Punkte \| \| ---- \| ------------------------ \| ------ \| \| 1. \| Kateřina Smutná \| 1290 \| \| 2. \| Seraina Boner \| 1215 \| \| 3. \| Britta Johansson Norgren \| 996 \| \| 4. \| Masako Ishida \| 820 \| \| 5. \| Laila Kveli \| 805 \| \| 6. \| Lina Korsgren \| 595 \| \| 7. \| Solfrid Braathen \| 446 \| \| 8. \| Adéla Boudíková \| 439 \| \| 9. \| Kristina Roberto \| 437 \| \| 10. \| Annika Löfström \| 430 \| |                          |        |
| Rang | Name                     | Punkte |
| 1. | Kateřina Smutná          | 1290   |
| 2. | Seraina Boner            | 1215   |
| 3. | Britta Johansson Norgren | 996    |
| 4. | Masako Ishida            | 820    |
| 5. | Laila Kveli              | 805    |
| 6. | Lina Korsgren            | 595    |
| 7. | Solfrid Braathen         | 446    |
| 8. | Adéla Boudíková          | 439    |
| 9. | Kristina Roberto         | 437    |
| 10. | Annika Löfström          | 430    |